# Paroedura bastardi
Paroedura bastardi är en ödleart som beskrevs av  François Mocquard 1900. Paroedura bastardi ingår i släktet Paroedura och familjen geckoödlor. IUCN kategoriserar arten globalt som livskraftig.

## Underarter
Arten delas in i följande underarter:
- P. b. ibityensis
- P. b. bastardi